# Língua suiá
Suyá ou Suiá é uma língua Jê falada pelos Suiás do Parque Indígena do Xingu, no estado brasileiro de Mato Grosso.